# Japan News Network
A Japan News Network (JNN; em japonês:  ジャパン・ニュース・ネットワーク, transl. Japan Nyūsu Nettowāku) é uma rede de televisão comercial japonesa operada pela TBS Television, de propriedade da TBS Holdings (que faz parte do importante conglomerado Mitsui Group). A responsabilidade da rede inclui a sindicação de boletins nacionais de notícias para suas afiliadas regionais e a troca de notícias entre as estações. Suas afiliadas também transmitem programas não informativos originados da TBS Television. Fundada em 1º de agosto de 1959, a JNN é composta por 28 afiliadas em tempo integral.
A JNN também opera o canal de notícias via satélite e a cabo TBS News, que funciona 24 horas por dia.

## História

### Acordo Inicial de Troca de Notícias
Em 1956, quando havia apenas quatro emissoras de televisão comerciais no Japão (Nippon Television, Tokyo Radio and Television — referida como KRT —, Osaka Television Broadcasting e Chubu-Nippon Broadcasting), a rede de televisão era bastante flexível. Nippon Television e KRT em Tóquio precisavam vender seus programas para as duas emissoras comerciais (Osaka TV Broadcasting e Chubu-Nippon Broadcasting) fora de Tóquio o máximo possível, a fim de recuperar seus custos de produção e atender às necessidades dos anunciantes. Isso colocava as duas emissoras em uma posição vantajosa, permitindo-lhes escolher livremente os programas que desejavam sindicar. Em 15 de novembro de 1956, quatro emissoras de televisão comerciais assinaram o Memorando de Entendimento sobre Troca de Programas de Transmissão Televisiva entre Quatro Empresas, que especificava detalhes relacionados à sindicação de programas. Posteriormente, Hokkaido Broadcasting e RKB Mainichi Broadcasting aderiram ao acordo, e o acordo inicial de quatro empresas foi expandido para um acordo de seis empresas. Não houve mudanças significativas no conteúdo do acordo naquela época. 
O acordo mais tarde expandiu-se para 10 emissoras membros à medida que Sanyo Broadcasting, Nishinippon Broadcasting, Yomiuri TV e Television Nishinippon aderiram ao acordo. Com isso, o conteúdo do acordo foi drasticamente alterado, focando em contribuições especiais. Em outubro de 1957, o Ministério dos Correios e Telecomunicações emitiu licenças para 34 emissoras comerciais de TV, marcando o período de rápida expansão das emissoras comerciais no Japão. A abertura da televisão comercial fora da área metropolitana significava que a importância da interconexão estava aumentando. Durante este período, apenas um número limitado de frequências estava disponível e foi alocado para poucas emissoras, resultando em opções limitadas de afiliação para as emissoras subsequentes.
Em outubro de 1958, Osaka Television Broadcasting, RKB Mainichi Broadcasting e Sanyo Broadcasting faziam explicitamente parte da mesma sindicação que a KRT, enquanto a sindicação da Nippon Television consistia em Yomiuri TV, Television Nishinippon e Nishinippon Broadcasting, e as outras três estavam interligadas com uma ligeira vantagem para a KRT.
Naquela época, a Nippon Television, que tinha seus próprios programas em destaque, como transmissões de beisebol, estava tentando expandir sua rede por meio dos direitos de transmissão de eventos esportivos. Em resposta à crescente competição com os broadcasters na época, ela passou a transmitir programação de drama e notícias. A falta de cobertura nacional para transmissões comerciais no Japão torna ainda mais crucial para os operadores locais trabalharem juntos enquanto coletam notícias. Em junho de 1958, KRT, Chubu-Nippon Broadcasting System, Osaka Television Broadcasting, RKB Mainichi Broadcasting e Hokkaido Broadcasting começaram a trocar materiais de notícias por meio de um acordo de rede. 

### Estabelecimento da Japan News Network
A transmissão do casamento do Príncipe Herdeiro Akihito (mais tarde o 125º Imperador, agora Imperador Emérito) e da Princesa Herdeira Michiko (posteriormente a Imperatriz Emérita) em 1 de abril de 1959 desempenhou um papel importante na concretização da assinatura final do acordo de notícias. E em 1 de agosto de 1959, com a assinatura do novo acordo de notícias, a primeira rede nacional de TV comercial verdadeira do país — a Japan News Network — foi formalmente estabelecida.
Os membros fundadores da rede foram: KRT (agora conhecida como Tokyo Broadcasting System Television), a estação âncora da rede, Hokkaido Broadcasting, Tohoku Broadcasting, Shizuoka Broadcasting, Shin-etsu Broadcasting, Broadcasting System of Niigata, Hokuriku Broadcasting, Chubu-Nippon Broadcasting, Osaka Television Broadcasting (que posteriormente se fundiu com a Asahi Broadcasting Corporation), Nihonkai Telecasting, Sanyo Broadcasting, RCC Broadcasting, RKB Mainichi Broadcasting, Nagasaki Broadcasting, Kumamoto Broadcasting e Minaminihon Broadcasting. Após o estabelecimento, a rede já contava com 16 emissoras ou cobria cerca de 80% da população do Japão na época. Antes de sua fundação, foram propostos nomes para a rede, incluindo Sakura News Network e All-Japan News Network (não deve ser confundido com All-Nippon News Network, que foi estabelecido em 1970), mas então adotou o nome atual no final. Conforme estipulado no acordo de rede:
- A TBS e as afiliadas membros da rede JNN concordaram, ao criar a JNN, em compartilhar informações de notícias entre as redes, fornecendo tanto conteúdo nacional para a programação da JNN produzida pela TBS quanto notícias regionais para seus respectivos programas dentro de suas áreas de transmissão.
- A programação não informativa da TBS também será exibida na rede JNN.
- A TBS proibiu que os membros regionais exibissem programação, incluindo notícias, de suas emissoras concorrentes.

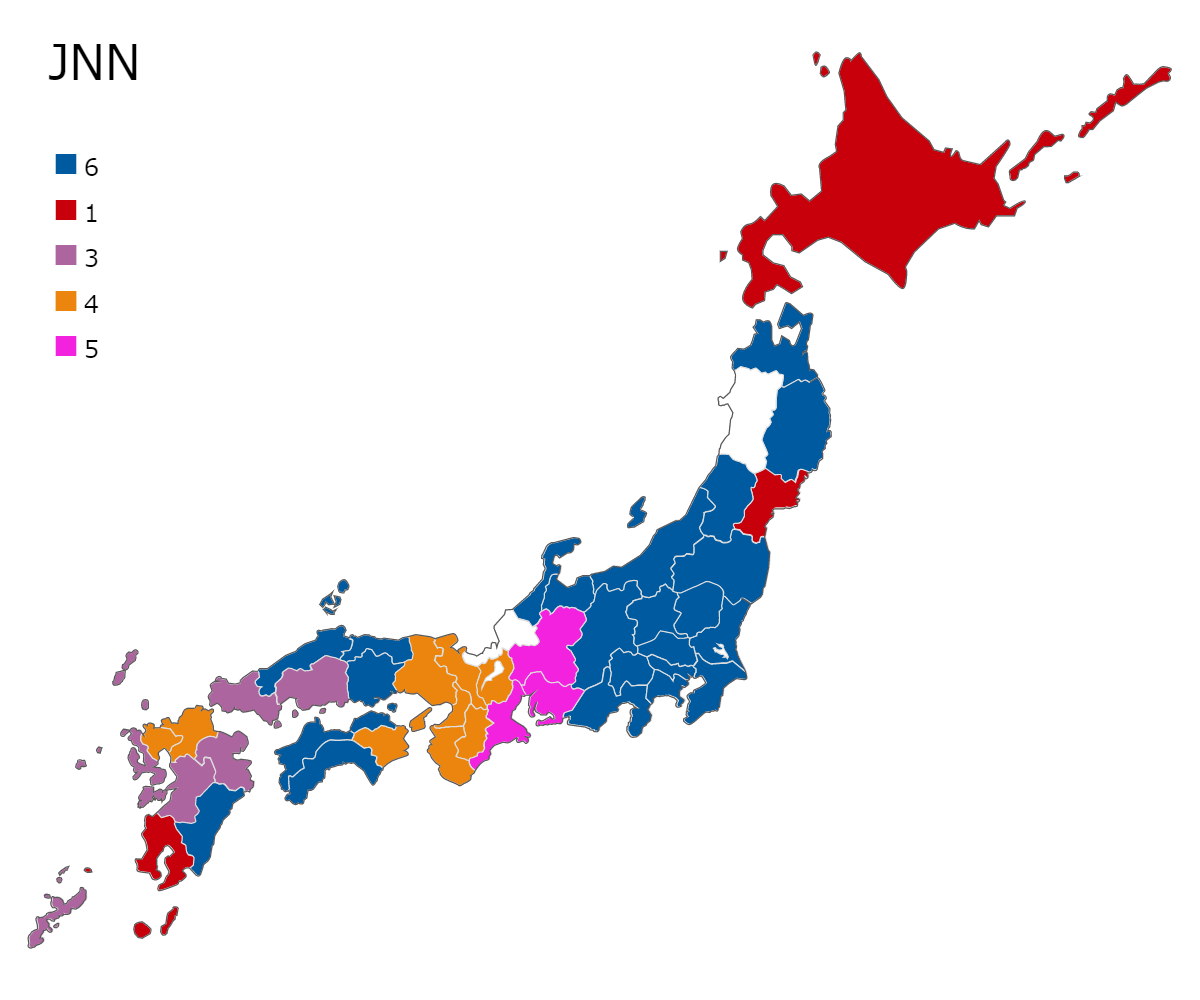
Atribuições de canais virtuais de afiliados à JNN

Nos começo, cada emissora era livre para substituir o título do programa de notícias, mas em 31 de março de 1975, após a mudança de afiliação em Kansai da Asahi Broadcasting TV para a Mainichi Broadcasting, todas as marcas de notícias das emissoras membros da rede foram unificadas no sistema JNN, com os telejornais produzidos pela TBS sendo transmitidos nas emissoras regionais, enquanto as emissoras regionais forneciam conteúdo local e repórteres e equipes de notícias para os programas nacionais.
Até 1992 (quando a i-Television em Ehime se tornou a última emissora a se afiliar à JNN), várias emissoras cancelaram sua afiliação com a JNN (como a Nihonkai Telecasting quando a Broadcasting System of San-in começou a transmitir) ou se juntaram à JNN após sua fundação (como a Iwate Broadcasting Company, Ryukyu Broadcasting, e Aomori Television). Atualmente, consiste em 28 emissoras em tempo integral. Não há emissoras membros da JNN nas prefeituras de Akita, Fukui, Tokushima e Saga.